# Deborah Franklin
Pour les articles homonymes, voir Franklin.
Deborah Read Franklin (14 février 1708– 24 décembre 1774) est la femme du penseur, révolutionnaire et homme d'État Benjamin Franklin.

## Biographie

### Jeunesse et famille
Deborah, fille de John et Sarah Read, est née dans la région de Birmingham en Angleterre. En 1711, la famille part s'installer à Philadelphie dans la Colonie de Pennsylvanie. C'est peu avant la mort de son père que Deborah, alors âgée de seize ans, rencontre pour la première fois Benjamin Franklin, lui-même âgé de dix-huit ans. Il vient alors chercher du travail en tant qu'imprimeur à Philadelphie. Il y trouve du travail et de quoi se loger chez les Read. Bientôt, Deborah et Benjamin envisagent de se marier, mais John Read meurt à ce moment, et Sarah les en décourage pour l'instant, sachant que Benjamin désire fonder sa propre imprimerie. Ce délai dans leur projet conduit à une rupture, alors que Benjamin part en voyage d'affaire à Londres, il écrit à Deborah une lettre l'informant qu'il y restera sans doute longtemps. Deborah qui est alors une très jolie jeune femme, fort courtisée se retrouve bientôt fiancée, puis mariée à John Rogers, le 5 août 1725. Elle refuse cependant de vivre avec lui, apprenant finalement qu'il a déjà une épouse.

### Épouse et mère
Benjamin rentre de Londres, un an plus tard, et fonde sa propre imprimerie, le 2 octobre 1729. Lui et Deborah recommencent à se voir et décident de vivre ensemble à partir du 1er septembre 1730, sans que famille ni amis ne trouvent à y redire. Le mariage n'est pour l'heure pas envisageable en raison de l'incertitude qui pèse quant à la légalité du mariage de Deborah avec John Rogers, qui depuis leur séparation est parti pour les Antilles. Quelque temps après, Benjamin, ramène chez eux, son tout jeune fils, William, né le 1er août 1731. On ne saura jamais clairement si William était le fils de Benjamin et de Deborah  ou celui d'une autre femme, mais elle l'accepta comme son propre fils. Elle passe alors son temps entre la tenue de son ménage et l'aide qu'elle apporte à Benjamin dans son entreprise. Le 20 octobre 1732, elle met au monde leur fils Franky, qui meurt de la variole à l'âge de quatre ans. Une mort qui affectera profondément Benjamin. Ils auront encore une fille prénommée Sarah qu'ils élèveront avec William qui lui-même deviendra gouverneur colonial du New Jersey de 1763 à 1776.
Deborah meurt d'une attaque en 1774, alors que Benjamin est en voyage en Angleterre. Elle ne l'accompagnait pas, dans ses fréquents déplacements en Europe, en raison de sa peur de voyager sur l'Océan. Bien qu'elle sût qu'il avait des aventures outre-Atlantique, elle lui resta fidèle et dévouée pendant un demi-siècle.